# Gunnar Andersen (smučarski skakalec)
Gunnar Andersen, norveški smučarski skakalec, * 25. december 1909, Norveška, † 1988, Norveška.
Andersen je uspeh kariere dosegel z osvojitvijo naslova svetovnega prvaka na Svetovnem prvenstvu 1930 v Oslu na veliki skakalnici.